# Christof von Grünigen
Christof von Grünigen (ur. 13 czerwca 1991 roku w Domdidier) – szwajcarski kierowca wyścigowy.

## Kariera
Von Grünigen rozpoczął karierę w jednomiejscowych samochodach wyścigowych w wieku 17 lat w 2008 roku w LO Formel Lista Junior. Ukończył tam sezon z 1 zwycięstwem na 7 pozycji. Rok później w tej samej serii był czwarty. W latach 2009–2010 w Europejskiej Formule BMW był odpowiednio 27 i 15. W 2010 roku Szwajcar rozpoczął starty w Europejskim Pucharze Formuły Renault 2.0, gdzie w pierwszym sezonie nie był sklasyfikowany. Rok później było podobnie, ale w Alpejskiej Formule Renault z dorobkiem 1 podium zakończył sezon na 8 lokacie. Na sezon 2012 von Grünigen podpisał kontrakt z EPIC Racing na starty w Europejskim Pucharze Formuły Renault 2.0 oraz Północnoeuropejskim Pucharze Formuły Renault 2.0. Zakończył w nich sezon na pozycjach odpowiednio: trzydziestej i dwudziestej ósmej.
Na sezon 2014 von Grünigen podpisał kontrakt z austriacką ekipą Zele Racing na starty w Auto GP World Series. Wystartował łącznie w sześciu wyścigach, w ciągu których uzbierał osiemnaście punktów. Dało mu to osiemnaste miejsce w końcowej klasyfikacji kierowców.

## Statystyki
| Sezon | Seria                                         | Zespół                      | Wyścigi | Zwycięstwa | PP | NO | Podium | Punkty | Pozycja |
| ----- | --------------------------------------------- | --------------------------- | ------- | ---------- | -- | -- | ------ | ------ | ------- |
| 2008  | LO Formel Lista Junior                        | Daltec Racing               | 12      | 1          | 0  | 1  | 3      | 75     | 7       |
| 2009  | LO Formel Lista Junior                        | Daltec Racing               | 12      | 1          | 2  | 1  | 6      | 118    | 4       |
| 2009  | Europejska Formuła BMW                        | Daltec Racing               | 2       | 0          | 0  | 0  | 0      | 3      | 27      |
| 2010  | LO Formel Lista Junior                        | Daltec Racing               | 6       | 2          | 2  | 1  | 4      | 79     | 6       |
| 2010  | Europejska Formuła BMW                        | Fortec Motorsport           | 16      | 0          | 0  | 0  | 0      | 65     | 15      |
| 2010  | Europejski Puchar Formuły Renault 2.0         | Interwetten Racing          | 2       | 0          | 0  | 0  | 0      | 0      | NS      |
| 2011  | Alpejska Formuła Renault 2.0                  | Daltec Racing               | 13      | 0          | 0  | 0  | 1      | 133    | 8       |
| 2011  | Północnoeuropejski Puchar Formuły Renault 2.0 | Daltec Racing               | 6       | 0          | 0  | 0  | 1      | 92     | 17      |
| 2011  | Europejski Puchar Formuły Renault 2.0         | Interwetten.Com Junior Team | 2       | 0          | 0  | 0  | 0      | 0      | NS      |
| 2012  | Europejski Puchar Formuły Renault 2.0         | EPIC Racing                 | 12      | 0          | 0  | 0  | 0      | 1      | 30      |
| 2012  | Północnoeuropejski Puchar Formuły Renault 2.0 | Daltec Racing               | 9       | 0          | 0  | 0  | 0      | 49     | 28      |
| 2014  | Auto GP World Series                          | Zele Racing                 | 6       | 0          | 0  | 0  | 0      | 18     | 18      |